# Lamar Hunt
Lamar Hunt (El Dorado, 2 de agosto de 1932 — Dallas, 13 de dezembro de 2006) foi um pioneiro, entusiasta e promotor do futebol americano, do futebol, do tênis, do basquetebol e do hóquei no gelo nos Estados Unidos. Ele foi um dos responsáveis por fundar algumas ligas esportivas como a American Football League (AFL) e a Major League Soccer (MLS). Hunt foi co-fundador da World Championship Tennis e também fundou e foi dono do Kansas City Chiefs da National Football League, do Kansas City Wizards e do Columbus Crew e do FC Dallas da MLS. Foi eleito para o hall da fama de três esportes: no futebol americano (Pro Football Hall of Fame em 1972), no tênis (International Tennis Hall of Fame em 1993) e no futebol da MLS (National Soccer Hall of Fame em 1982).